# 永田台 (横浜市)
永田台（ながただい）は、神奈川県横浜市南区の地名。「丁目」の設定のない単独町名である。住居表示実施済み区域。

## 地理
南区の北西部に位置し、北と東に永田北、南東に永田みなみ台、西に六ツ川、北西に保土ケ谷区狩場町と接している。

### 地価
住宅地の地価は、2024年（令和6年）7月1日の神奈川県地価調査によれば、永田台27-15の地点で17万9000円/m²となっている。

## 歴史

### 沿革
- 1981年（昭和56年）7月13日 - 住居表示を実施に伴い、永田町、六ツ川三丁目の各一部を分離し、永田台を新設[7]。
- 1993年（平成5年）8月30日 - 永田みなみ台の一部を永田台に編入[8]。

## 世帯数と人口
2025年（令和7年）6月30日現在（横浜市発表）の世帯数と人口は以下の通りである。
| 町丁   | 世帯数    | 人口    |
| ------ | --------- | ------- |
| 永田台 | 1,233世帯 | 3,095人 |

### 人口の変遷
国勢調査による人口の推移。
| 年                 | 人口  |
| ------------------ | ----- |
| 1995年（平成7年）  | 1,416 |
| 2000年（平成12年） | 1,875 |
| 2005年（平成17年） | 2,940 |
| 2010年（平成22年） | 3,017 |
| 2015年（平成27年） | 2,992 |
| 2020年（令和2年）  | 3,159 |

### 世帯数の変遷
国勢調査による世帯数の推移。
| 年                 | 世帯数 |
| ------------------ | ------ |
| 1995年（平成7年）  | 500    |
| 2000年（平成12年） | 662    |
| 2005年（平成17年） | 1,046  |
| 2010年（平成22年） | 1,056  |
| 2015年（平成27年） | 1,057  |
| 2020年（令和2年）  | 1,135  |

## 学区
市立小・中学校に通う場合、学区は以下の通りとなる（2024年11月時点）。
| 番・番地等                               | 小学校               | 中学校             |
| ---------------------------------------- | -------------------- | ------------------ |
| 1番 6番1〜7号 7〜8番 9番8〜30号          | 横浜市立永田小学校   | 横浜市立永田中学校 |
| 2〜3番 5番 6番8〜33号 9番1〜7号 10〜48番 | 横浜市立永田台小学校 | 横浜市立永田中学校 |

## 事業所
2021年（令和3年）現在の経済センサス調査による事業所数と従業員数は以下の通りである。
| 町丁   | 事業所数 | 従業員数 |
| ------ | -------- | -------- |
| 永田台 | 29事業所 | 324人    |

### 事業者数の変遷
経済センサスによる事業所数の推移。
| 年                 | 事業者数 |
| ------------------ | -------- |
| 2016年（平成28年） | 23       |
| 2021年（令和3年）  | 29       |

### 従業員数の変遷
経済センサスによる従業員数の推移。
| 年                 | 従業員数 |
| ------------------ | -------- |
| 2016年（平成28年） | 290      |
| 2021年（令和3年）  | 324      |

## 施設
- クリエイト エス・ディー 横浜永田台店[18]

## その他

### 日本郵便
- 郵便番号 : 232-0076[3]（集配局：横浜南郵便局[19]）

### 警察
町内の警察の管轄区域は以下の通りである。
| 番・番地等 | 警察署   | 交番・駐在所 |
| ---------- | -------- | ------------ |
| 38〜39番地 | 南警察署 | 大池交番     |
| その他     | 南警察署 | 永田交番     |